# Sjalva Ogbaidze
Sjalva Ogbaidze (Georgisch: შალვა ოგბაიძე, internationaal ook wel geschreven als Shalva Ogbaidze) (Tbilisi, 1 augustus 2002) is een Georgisch voetballer die als middenvelder speelt.

## Carrière
Nadat Ogbaidze in de jeugd uitkwam voor de Duitse clubs BFC Dynamo, Magdeburg en Viktoria Berlin maakte hij bij die laatste club ook zijn profdebuut. Uiteindelijk speelde hij daar 45 wedstrijden waarin hij tweemaal wist te scoren.
Op 18 juni 2023 werd bekend dat Ogbaidze voor twee seizoenen had getekend bij FC Den Bosch. Aldaar maakte hij zijn debuut op 11 augustus 2023 in de met 1-0 gewonnen thuiswedstrijden tegen TOP Oss. Ogbaidze verving in de 80e minuut Kacper Kostorz. Zijn eerste doelpunt voor de Bosschenaren maakte hij op 25 september 2023. In de met 0-3 gewonnen wedstrijden bij FC Groningen scoorde de Georgiër in de 67e minuut, op aangeven van Ryan Leijten, de 0-2.
In het seizoen 2024/25 had Ogbaidze na zeven wedstrijden nog geen wedstrijd gespeeld, waarna in goed overleg besloten werd het contract van Ogbaidze bij FC Den Bosch te ontbinden.
In januari 2025 tekende Ogbaidze een contract van anderhalf jaar bij de Duitse club Hertha BSC, die op dat moment in de 2. Bundesliga speelde. Hij zou uitkomen in het tweede team met shirt nummer 5.

## Interlandcarrière
Ogbaidze kwam voor enkele vertegenwoordigende elftallen van zijn geboorteland Georgië uit. Hij speelde voor Georgië -16, Georgië -17 en Georgië -18. De meest recente wedstrijden kwam hij in actie voor Georgië -21.